# Àngel Soler i Renales
Àngel Soler i Renales (* 1940 in Barcelona; † 5. März 2017 ebenda) war ein katalanischer klassischer Pianist, Kammermusiker und Musikpädagoge. Soler wird der Katalanischen Pianistenschule zugerechnet.

## Leben und Werk
Àngel Soler musste mehrere seiner frühen Lebensjahre wegen einer Lähmung im Bett verbringen. Da ihm dies das Erlernen des Klavierspiels unmöglich machte, lernte er dieses zunächst mental anhand von Partituren. Mit unbändiger Willenskraft – auch gegen Aussagen von Erwachsenen, dass er mit seiner Behinderung nie ein Pianist werden könne –  begann dann Soler ab seinem siebten Lebensjahr das Spiel am Klavier zu erlernen. Er zeigte früh ein sehr hohes Potential für dieses Instrument. Eine Fähigkeit, die er anlagemäßig mitbrachte oder sich in jenen frühen Jahren aneignete, bestand darin, beim Anblick der Noten jedes Musikstückes auf Anhieb vom Blatt her perfekt interpretieren zu können. Diese Fähigkeit wird auch von dem jungen Mozart berichtet. Das erste Lesen einer Komposition setzte er sofort in das interpretatorische Endergebnis um. Soler konnte auch das ihm verbliebene und „Missinterpretationen fördernde“ Hinken mit seiner Willenskraft und wohl auch mit ärztlich-medizinischer Hilfe im Laufe der Jahre überwinden.
Er absolvierte Kurse an der Acadèmia Marshall in Barcelona bei Enric Torra und Mercè Roldós. Er erspielte sich dort den Ehrenpreis in der mittleren und in der gehobenen Klasse. Er stieg als Interpret und als Lehrer gemeinsam mit dem Komponisten und Geiger Joan Massià in die Kammermusik ein, denjenigen Bereich, der sein Spezialgebiet werden sollte. Er wurde zu den Internationalen Musikkursen nach Weikersheim eingeladen, gemeint sind wohl Kurse der deutschen Sektion von  Jeunesses Musicales International auf Schloss Weikersheim. Er studierte am Mozarteum in Salzburg bei Paul Schilhawsky, Walter Klien und Gerald Moore.
Mit siebzehn Jahren nahm er an den Joventuts Musicals de Sabadell teil. Die Musikkritik lobte dort seine hervorragende Technik und sprach darüber hinaus von einer „herausragenden künstlerischen Mitgift“. Er gab zahlreiche Konzerte in Katalonien und Gesamtspanien. Er nahm an den Festivals von Barcelona, Granada, Santander, Cadaqués, S'Agaró und Torroella de Montgrí teil. Er trat in mehreren europäischen Städten mit Musikerpersönlichkeiten wie dem Flötisten Jean-Pierre Rampal, den Cellisten Radu Aldulescu und Carlos Prieto, dem Kontrabassisten Ludwig Streicher und dem Geiger Evelio Tieles gemeinsam auf. Er begleitete Sänger wie Montserrat Alavedra, Victòria dels Àngels, Anton Dermota, Josep Carreras, Anna Ricci und Isabel Aragón. Er arbeitete ständig mit dem Cor de Cambra del Palau de la Música Catalana, dem Kammerchor des Palau de la Música zusammen.
Soler arbeitete als Klavierlehrer mit Schülern wie Pere-Albert Balcells, Manuel Ruiz oder Anna Crexells. Er unterrichtete am Conservatori del Liceu, an seiner Musikschule Estudi de Música Àngel Soler in Barcelona sowie an der Escolania de Montserrat. Er unterrichtete auch im Rahmen der Sommerkurse von Sant Feliu de Guíxols, Sitges, Castelló d’Empúries und Vila-seca.
Er arbeitete mit an den von der DINSIC herausgegebenen Reihen von Notenausgaben El petit pianista und Pianista.
Soler spielte mehrere Tonträgeraufnahmen ein, darunter drei zusammen mit Anna Ricci. 1995 wurde er mit dem Musikpreis der Stadt Barcelona für die mit Ricci aufgenommene CD zu Eduard Toldràs Werk geehrt.